# 德温厄洛2
德温厄洛2是1996年發現的一個小不規則星系，距離地球約1,000萬光年。它的發現是德温厄洛銀河隱帶巡天（DOGS）搜尋隱帶的結果。它隨著德温厄洛1之後被發現。

## 外部連結
- Dwingeloo 2 – Galaxy （页面存档备份，存于）